# Simon Pauli (der Jüngere)

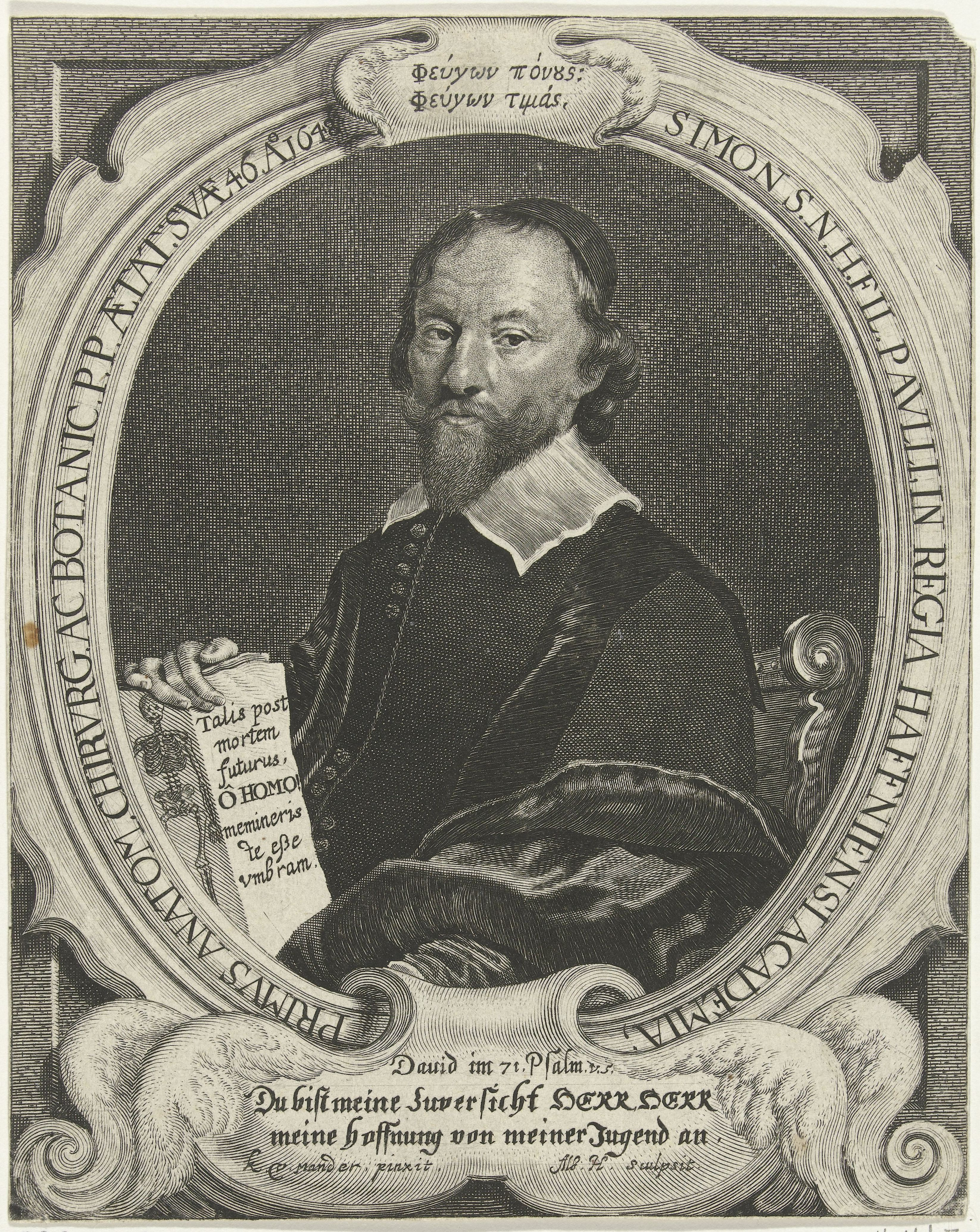
Simon Pauli

Simon Pauli (der Jüngere), auch dänisch Simon Paulli (* 6. Dezember 1603 in Rostock; † 13. April 1680 in Kopenhagen), war ein deutscher Arzt im Dienst der dänischen Könige Christian IV. und Friedrich III.

## Leben
Simon Pauli war der Enkel des Rostocker Superintendenten Simon Pauli (des Älteren) und Sohn des Rostocker Medizinprofessors und zeitweiligen Rektors (1596) der Universität Heinrich Pauli (1565–1610), der 1604 als Leibarzt der Königinwitwe Sophie nach Nykøbing ging.
Simon Pauli studierte Medizin in Rostock, Leiden und Paris. Nach einer Reise nach England schloss er seine Studien in Wittenberg ab und wurde hier 1630 zum Doktor der Medizin promoviert. Er praktizierte in Rostock und Lübeck und lehrte von 1634 bis 1639 als Professor an der Rostocker Universität. 1639 wurde er als Professor für Anatomie, Chirurgie und Botanik an die Universität Kopenhagen berufen. Hier richtete er 1645 erstmals ein Theatrum Anatomicum ein. Zu seinen Schülern gehörten unter anderem Joel Langelott und Niels Stensen.
Im Auftrag von König Christian IV. gab er ein Kräuterbuch mit dem Titel Flora Danica heraus – ein Vorläufer des 100 Jahre jüngeren Tafelwerks Flora Danica. Nach der Thronübernahme von Friedrich III. wollte dieser Thomas Bartholin mit der Professur betrauen. Zum Ausgleich ernannte er Paulli zum Leibarzt und verschaffte ihm mit einer Prälatur in Aarhus eine Sinekure.
Pauli schrieb als einer der ersten über die medizinischen Wirkungen von Tabak und Tee. Dabei vertrat er allerdings die bald widerlegte These, dass der Teestrauch mit dem europäischen Gagelstrauch identisch sei.
Von Paulis Söhnen wurde Jacob Henrik (1637–1702; 1698 nobilitiert von Rosenschild(t)-Paulyn), Anatom und Diplomat in dänischen Diensten, Daniel (1640–1684) Buchhändler und Verleger in Kopenhagen, Simon Buchdrucker und Verleger in Straßburg, und ein weiterer Sohn, Olliger (Holger) Pauli (1644–1714), wurde nach zunächst erfolgreicher wirtschaftlicher Tätigkeit bei der Dänischen Ostindien-Kompanie ein extrem-pietistischer Publizist.

## Ehrentaxon
Carl von Linné benannte Pauli zu Ehren eine Gattung der Seifenbaumgewächse Paullinia.

## Schriften
- Quadripartitum, De Simplicium medicamentorum Facultatibus. Rostock 1639 (Digitalisat)
  - Erweiterte Neuauflage. Paulli, Straßburg 1667–1668
- Flora Danica, Det er: Dansk Urtebog: Udi huilcken, efter hans Kongl: Mayst... Christiani IV... skriftlig Befalning til Facultatem Medicam, udi det Kongelig Universiteet Kiøbenhafn, icke alleeniste Urternis Historiske Beskrifvelse, Krafters oc Virkninger, med zijrligste Figurer andragis: Men endocsaa Lægedomme til alle Siugdomme gafulige, korteligen oc klarligen antegnis: Saa at den er baade en Urtebog oc Lægebog / med største Flijd oc Umage elaborerit af Simone Paulli, 1648
- De Abusu Tabaci Americanorum Veteri, Et Herbæ Thee Asiaticorum in Europa Novo. Straßburg: Paulli 1665
  - A treatise on tobacco, tea, coffee, and chocolate : In which, I. The advantages and disadvantages attending the use of these commodities, are not only impartially considered, upon the principles of medicine and chymistry, but also ascertained by observation and experience : II. Full and distinct directions laid down for knowing in what cases, and for what particular constitutions, these substances are either beneficial or hurtful : III. The Chinese or Asiatic tea, shewn to be the same with the European Chamelaeagnus, or Myrtus brabantica. 1746 (Digitalisat)
- Anatomisch- und Medicinisches Bedencken über ein Königliches Reit-Pferd so Anatomischer Kunst nach zerlegt worden, den 11. Christ-Monats 1671: welchem hinbeigefügt desselben wolmeinender Raht wie man [negst Göttlicher Gnade, vermittelst der Anatomey] den Menschen vom Schlage und denen nachbleibenden Verlähmnissen, weit besser, als unsre Vorfahren curiren könne. 1672 (Digitalisat)